# Yersinia
Yersinia (daw. Pasteurella) – rodzaj Gram-ujemnych bakterii należący do rodziny Enterobacteriaceae, które wywołują zoonozy. Do 2020 r. poznano 26 gatunków tej bakterii.

## Cechy charakterystyczne
Przedstawiciele rodzaju to bakterie Y. pestis – Gram-ujemne, oksydazo-ujemne, laktozo-ujemne, katalazododatnie i fakultatywnie beztlenowe. Mają kształt pałeczek (bacilli) lub ziarniako-pałeczek (coccobacilli), przypominających agrafkę z powodu wybarwienia dwubiegunowego. Nie ma zdolności poruszania się. Osiągają wymiary 0,5–0,8 × 1–3 μm. Nie tworzą przetrwalników. Najkorzystniejsza temperatura rozwoju to 28 °C, ale są zdalne do wzrostu w 0–4 °C. Kolonie powstają po 2–5 dniach.

## Taksonomia
Nazwa rodzaju pochodzi od szwajcarskiego bakteriologa Aleksandre'a Yersina, który odkrył pałeczkę dżumy, nazwaną później Yersinia pestis.
Rodzaj ten został wyodrębniony w ramach rodziny Enterobacteriaceae w 1964 roku przez Wilhelma Frederiksena, który zaliczył do niego trzy gatunki patogenów człowieka (obecnie najważniejsze pod względem epidemiologicznym):
- Y. pestis (pałeczka dżumy) – wywołująca dżumę
- Y. enterocolitica – wywołująca jersiniozę
- Y. pseudotuberculosis – wywołująca rodencjozę

Pozostałe gatunki:
- Y. aldovae
- Y. aleksiciae
- Y. alsatica
- Y. artesiana
- Y. bercovieri
- Y. canariae
- Y. entomophaga
- Y. frederiksenii
- Y. hibernica
- Y. intermedia
- Y. kristensenii
- Y. massiliensis
- Y. mollaretii
- Y. nurmii
- Y. occitanica
- Y. pekkanenii
- Y. proxima
- Y. rohdei
- Y. ruckeri
- Y. similis
- Y. thracica
- Y. vastinensis
- Y. wautersii